# Dwight Schultz
William Dwight Schultz (ur. 24 listopada 1947 w Baltimore) – amerykański aktor. 
Odtwórca roli pilota kapitana „Wyjącego świra” Murdocka w kultowym serialu komediowo–sensacyjnym NBC Drużyna A (1983–1987). Wystąpił w roli inżyniera Reginalda Endicotta Barclaya III w serii fantastycznonaukowej Star Trek – Star Trek: Następne pokolenie (1990–1994), Star Trek: Voyager (1995–2001) i filmie Star Trek: Pierwszy kontakt (1996).

## Życiorys
Urodził się w Baltimore w stanie Maryland w rodzinie katolickiej pochodzenia angielskiego i niemieckiego. Uczęszczał do Calvert Hall College High School w Towson, gdzie uzyskał tytuł Bachelor of Arts na wydziale teatralnym na Towson State University.
Występował w produkcjach off-Broadwayowskich – Ekrany Jeana Geneta (1971) w roli żołnierza, Przesłuchanie Hawany Hansa Magnusa Enzensbergera (1971) jako Jose Andrew Santos, Szalona lokomotywa Witkacego (1977) w roli Nicholasa Sloboka i Maszyna wodna Davida Mameta (1977) jako Charles Lang. W 1978 na Broadwayu zagrał majora Alistaira Rossa w przedstawieniu Krzyżowiec krwi.
Zadebiutował w roli Pana Ritchiego w budzącym kontrowersje telewizyjnym dramacie CBS Cienki lód (Thin Ice, 1981) z Kate Jackson i Lillian Gish. Był dwukrotnie nominowany do nagrody Annie w 2009 i 2010 za użyczenie głosu Mungowi Daalowi w serialu animowanym Cartoon Network Chowder (2007–2010).
12 czerwca 1983 zawarł związek małżeński z Wendy Fulton, z którą ma córkę Avę Alexandrę (ur. 5 października 1987), która w 2009 została absolwentką Virginia Military Institute.

## Filmografia

### Filmy
- 1981:  Wielbiciel (The Fan) jako reżyser telewizyjny
- 1989: Projekt Manhattan (Fat Man and Little Boy) jako J. Robert Oppenheimer
- 1990: Długa droga do domu (The Long Walk Home) jako Norman Thompson
- 1993: Bez skrupułów (The Temp) jako Roger Jasser
- 1996: Star Trek: Pierwszy kontakt (Star Trek: First Contact) jako porucznik Reginald Barclay
- 2003: Kaena: Zagłada światów jako Ilpo (głos)
- 2006: Asterix i wikingowie jako Dubbledekabus (angielski dubbing)
- 2007: Ben 10: Tajemnica Omnitrixa (TV) jako dr Animo (głos)
- 2010: Drużyna A jako niemiecki lekarz
- 2012: Ben 10: Zniszczyć wszystkich kosmitów jako dr Animo (głos)

### Seriale TV
- 1981: Posterunek przy Hill Street jako Carmichael
- 1983–87: Drużyna A jako Howling Mad Murdock
- 1987: Gliniarz i prokurator (odc. 7 Brother, Can You Spare A Dime?) jako David Thompson
- 1990-94: Star Trek: Następne pokolenie jako porucznik Reginald Barclay
- 1994: Babilon 5 (Babylon 5) jako Amis
- 1994: Dziewczyna z komputera jako Hank
- 1995: Nowe przygody Flippera jako Wayne Cole
- 1995: Po tamtej stronie (sezon 1 odcinek 20) jako Leviticus Mitchell
- 1995: Diagnoza morderstwo (Diagnosis Murder) jako dr Henry Wexler
- 1995–2001: Star Trek: Voyager jako porucznik Reginald Barclay
- 1996: Bez przeszłości (Nowhere Man) jako Harrison Barton
- 1996: Dotyk anioła (Touched by an Angel) jako dr Adam Litowski
- 1997: Nowe przygody Supermana (Lois & Clark: The New Adventures of Superman) jako Garret Grady (głos)
- 1997: Diagnoza morderstwo (Diagnosis Murder) jako dr Gavin Reed
- 1998: Golgo 13 jako Robert Hardy (angielski dubbing)
- 1998: Gwiezdne wrota (Stargate SG-1, sezon 2 odcinek 4) jako dozorca
- 1998–2001: Kotopies (CatDog) Eddie Squirrel (dodatkowe głosy)
- 1999: Strażnik Teksasu (Walker, Texas Ranger) jako Lloyd Allen
- 1999: Spawn (Todd McFarlane's Spawn) jako lekarz (głos)
- 1999: Dzika rodzinka (The Wild Thornberrys) jako dr Freed, Customer / inspektor Tabu (głos)
- 1999–2000: Głowa rodziny (Family Guy) jako Clerk / Randall Fargus (głos)
- 2001: Johnny Bravo jako Leo (głos)
- 2001–2002: Invader Zim jako pan Slunchy (głos)
- 2003: Animatrix jako Nonaka / Exterminatorzy (głos)
- 2003: Bliźniaki Cramp ( The Cramp Twins) jako Bouncy Bob (głos)
- 2003: Pełzaki (Rugrats) jako Gracko (głos)
- 2006: Tekkonkinkreet jako Wąż (angielski dubbing)
- 2014–2017: Niech żyje król Julian (All Hail King Julien) jako Karl / Karl-Gram / Patrick (głos)
- 2015: Henio Dzióbek (Harvey Beaks) jako Wąż (głos)
- 2015: Młodzi Tytani: Akcja! (Teen Titans Go!) jako TV (głos)
- 2015: Kirby Buckets jako  Shredlock (głos)
- 2015: Mega Spider-Man (Ultimate Spider-Man) jako Mesmero / Attuma (głos)
- 2015: Wojownicze Żółwie Ninja (Teenage Mutant Ninja Turtles) jako Wyrm (głos)
- 2017-: Ben 10 jako dr Animo (głos)
- 2018: Atomówki (The Powerpuff Girls) jako Lester van Luster (głos)

### Radio
- Dark Matters Radio with Don Ecker and Special Co-Host Dwight Schultz
- Howling Mad Radio
- The Jerry Doyle Show
- The Laura Ingraham Show
- The Rusty Humphries Show
- The Savage Nation